# Leo Cidade
Leonardo Leal Roberto Cidade, mais conhecido como Leo Cidade (Rio de Janeiro, 12 de setembro de 1996), é um ator, modelo e cantor brasileiro que ganhou notoriedade ao participar da novela Jezabel, interpretando Levi. No cinema, interpretou André em Cinderela Pop.

## Filmografia

### Televisão
| Ano  | Título                     | Personagem             | Notas                   |
| ---- | -------------------------- | ---------------------- | ----------------------- |
| 2017 | Malhação: Viva a Diferença | Diego                  | Episódios: "9 de junho" |
| 2019 | Jezabel                    | Levi                   | [ 6 ]                   |
| 2022 | Jogos de Corrupção         | João Havelange (jovem) | [ 7 ] [ 8 ]             |

### Cinema
| Ano  | Título                            | Personagem      | Notas         |
| ---- | --------------------------------- | --------------- | ------------- |
| 2019 | Cinderela Pop                     | André           | [ 9 ]         |
| 2019 | Os Parças 2                       | Pedro           | [ 10 ]        |
| 2021 | Diários de Intercâmbio            | Jonas           | [ 11 ] [ 12 ] |
| 2021 | Confissões de uma Garota Excluída | Gustavo Sampaio | [ 13 ]        |
| 2023 | A Última Festa                    | Leandro         | [ 14 ] [ 15 ] |